# قشتيل خليد
قشتيل خليد هي بلدية تقع في مقاطعة ليون في قشتالة وليون إسبانيا. وفقًا لتعداد 2010 ( INE ) ، يبلغ عدد سكان البلدية 91 نسمة.